# Keats (album)
Keats è il primo, ed unico, album in studio dei Keats, pubblicato nel 1984 dalla EMI in Europa e dalla Capitol Records negli USA.

## Descrizione
Keats viene registrato negli Abbey Road Studios dal dicembre 1983 al marzo 1984, per poi essere pubblicato nel mese di maggio del 1984. 
Per tentare di dargli più visibilità possibile sulla copertina viene inserita una vistosa dicitura Produced by Alan Parsons e per il brano Turn Your Heart Around viene realizzato un videoclip. 
Nel 1996, la See For Miles Records, per il mercato del Regno Unito, pubblica Keats Plus, con l'aggiunta di Hollywood Heart e di Turn Your Heart Around anche in versione singolo, al posto del brano Give It Up.
Sempre nel 1996, nella riedizione curata dalla Renaissance Records per il mercato USA, sono presenti sia Give It Up che Hollywood Heart e un'intervista di 16 minuti di Alan Parsons ed Ian Bairnson.

## Tracce

### Keats 1984
Edizioni musicali EMI.
1. Heaven Knows – 3:57 (Peter Bardens) – Voce: Colin Blunstone • Basso e cori: David Paton • Batteria, batteria elettrica e tamburello: Stuart Elliott • Chitarra: Ian Bairnson • Pianoforte e campane tubulari: Peter Bardens • Sintetizzatore: Richard Cottle
2. Tragedy – 4:59 (Colin Blunstone, Stuart Elliott) – Voce: Colin Blunstone • Basso: David Paton • Batteria, triangolo, batteria elettrica: Stuart Elliott • Chitarra elettrica, chitarra acustica e assoli: Ian Bairnson • Pianoforte elettrico: Peter Bardens • Sintetizzatore: Richard Cottle
3. Fight To Win – 4:08 (Peter Bardens) – Voce: Colin Blunstone • Basso e cori: David Paton • Batteria: Stuart Elliott • Chitarra elettrica e chitarra acustica: Ian Bairnson • Pianoforte e sintetizzatore: Peter Bardens • Sintetizzatore: Richard Cottle
4. Walking On Ice – 3:30 (David Paton) – Voce e sintetizzatore: David Paton • Batteria, campane, guiro, campanelli eolici, triangolo, blocco di legno, tamburello e percussioni: Stuart Elliott • Computer: Ian Bairnson • Suoni: Peter Bardens • cori: Colin Blunstone • Sintetizzatore: Richard Cottle
5. How Can You Walk Away – 3:40 (David Paton) – Voce: Colin Blunstone • Basso e cori: David Paton • Batteria, campanaccio e tamburello: Stuart Elliott • Chitarra: Ian Bairnson • Sintetizzatori: Peter Bardens e Richard Cottle
6. Turn Your Heart Around – 3:42 (Peter Bardens) – Voce: Colin Blunstone • Basso e cori: David Paton • Batteria: Stuart Elliott • Chitarra elettrica e chitarra acustica: Ian Bairnson • Pianoforte e sintetizzatore: Peter Bardens • Sintetizzatore: Richard Cottle
7. Avalanche – 4:05 (Peter Bardens) – Voce: Colin Blunstone • Basso e cori: David Paton • Batteria, campane e batteria elettrica: Stuart Elliott • Chitarra elettrica e chitarra acustica: Ian Bairnson • Sintetizzatori: Peter Bardens e Richard Cottle
8. Give It Up – 4:45 (Ian Bairnson) – Voce: Colin Blunstone • Basso e cori: David Paton • Batteria: Stuart Elliott • Chitarra: Ian Bairnson • Tastiere: Peter Bardens • Sintetizzatore: Richard Cottle
9. Ask No Questions – 3:23 (Ian Bairnson) – Voce: Colin Blunstone • Cori: David Paton • Batteria e batteria elettrica: Stuart Elliott • Pianoforte, chitarra, sintetizzatore, basso e cori: Ian Bairnson • Sintetizzatori: Peter Bardens e Richard Cottle
10. Night Full Of Voices – 3:56 (Colin Blunstone, Stuart Elliott) – Voce: Colin Blunstone • Batteria e xilofono: Stuart Elliott • Chitarra elettrica e chitarra acustica: Ian Bairnson • Pianoforte elettrico e sintetizzatore: Peter Bardens • Sintetizzatori e cori: David Paton• Sintetizzatori e sassofono: Richard Cottle

Durata totale: 40:05

### Keats Plus 1996 (UK)
Edizioni musicali See For Miles Records.
1. Heaven Knows – 3:56 (Peter Bardens) – Voce: Colin Blunstone • Basso e cori: David Paton • Batteria, batteria elettrica e tamburello: Stuart Elliott • Chitarra: Ian Bairnson • Pianoforte e campane tubulari: Peter Bardens • Sintetizzatore: Richard Cottle
2. Tragedy – 5:00 (Colin Blunstone, Stuart Elliott) – Voce: Colin Blunstone • Basso: David Paton • Batteria, triangolo, batteria elettrica: Stuart Elliott • Chitarra elettrica, chitarra acustica e assoli: Ian Bairnson • Pianoforte elettrico: Peter Bardens • Sintetizzatore: Richard Cottle
3. Fight To Win – 4:10 (Peter Bardens) – Voce: Colin Blunstone • Basso e cori: David Paton • Batteria: Stuart Elliott • Chitarra elettrica e chitarra acustica: Ian Bairnson • Pianoforte e sintetizzatore: Peter Bardens • Sintetizzatore: Richard Cottle
4. Walking On Ice – 3:30 (David Paton) – Voce e sintetizzatore: David Paton • Batteria, campane, guiro, campanelli eolici, triangolo, blocco di legno, tamburello e percussioni: Stuart Elliott • Computer: Ian Bairnson • Suoni: Peter Bardens • cori: Colin Blunstone • Sintetizzatore: Richard Cottle
5. How Can You Walk Away – 3:40 (David Paton) – Voce: Colin Blunstone • Basso e cori: David Paton • Batteria, campanaccio e tamburello: Stuart Elliott • Chitarra: Ian Bairnson • Sintetizzatori: Peter Bardens e Richard Cottle
6. Avalanche – 4:05 (Peter Bardens) – Voce: Colin Blunstone • Basso e cori: David Paton • Batteria, campane e batteria elettrica: Stuart Elliott • Chitarra elettrica e chitarra acustica: Ian Bairnson • Sintetizzatori: Peter Bardens e Richard Cottle
7. Turn Your Heart Around – 3:43 (Peter Bardens) – Voce: Colin Blunstone • Basso e cori: David Paton • Batteria: Stuart Elliott • Chitarra elettrica e chitarra acustica: Ian Bairnson • Pianoforte e sintetizzatore: Peter Bardens • Sintetizzatore: Richard Cottle
8. Hollywood Heart – 3:43 (Ian Bairnson) – Voce: Colin Blunstone • Batteria: Stuart Elliott • Chitarra, pianoforte e cori: Ian Bairnson • Pianoforte elettrico: Peter Bardens • Sintetizzatori e cori: David Paton• Sintetizzatori e sassofono: Richard Cottle
9. Ask No Questions – 3:23 (Ian Bairnson) – Voce: Colin Blunstone • Cori: David Paton • Batteria e batteria elettrica: Stuart Elliott • Pianoforte, chitarra, sintetizzatore, basso e cori: Ian Bairnson • Sintetizzatori: Peter Bardens e Richard Cottle
10. Night Full Of Voices – 3:55 (Colin Blunstone, Stuart Elliott) – Voce: Colin Blunstone • Batteria e xilofono: Stuart Elliott • Chitarra elettrica e chitarra acustica: Ian Bairnson • Pianoforte elettrico e sintetizzatore: Peter Bardens • Sintetizzatori e cori: David Paton• Sintetizzatori e sassofono: Richard Cottle
11. Turn Your Heart Around (Single version) – 3:44 (Peter Bardens) – Voce: Colin Blunstone • Basso e cori: David Paton • Batteria: Stuart Elliott • Chitarra elettrica e chitarra acustica: Ian Bairnson • Pianoforte e sintetizzatore: Peter Bardens • Sintetizzatore: Richard Cottle

Durata totale: 42:49

### Keats 1996 (riedizione USA)
Edizioni musicali EMI e Renaissance Records.
1. Heaven Knows – 3:57 (Peter Bardens) – Voce: Colin Blunstone • Basso e cori: David Paton • Batteria, batteria elettrica e tamburello: Stuart Elliott • Chitarra: Ian Bairnson • Pianoforte e campane tubulari: Peter Bardens • Sintetizzatore: Richard Cottle
2. Tragedy – 4:58 (Colin Blunstone, Stuart Elliott) – Voce: Colin Blunstone • Basso: David Paton • Batteria, triangolo, batteria elettrica: Stuart Elliott • Chitarra elettrica, chitarra acustica e assoli: Ian Bairnson • Pianoforte elettrico: Peter Bardens • Sintetizzatore: Richard Cottle
3. Fight To Win – 4:09 (Peter Bardens) – Voce: Colin Blunstone • Basso e cori: David Paton • Batteria: Stuart Elliott • Chitarra elettrica e chitarra acustica: Ian Bairnson • Pianoforte e sintetizzatore: Peter Bardens • Sintetizzatore: Richard Cottle
4. Walking On Ice – 3:30 (David Paton) – Voce e sintetizzatore: David Paton • Batteria, campane, guiro, campanelli eolici, triangolo, blocco di legno, tamburello e percussioni: Stuart Elliott • Computer: Ian Bairnson • Suoni: Peter Bardens • cori: Colin Blunstone • Sintetizzatore: Richard Cottle
5. How Can You Walk Away – 3:40 (David Paton) – Voce: Colin Blunstone • Basso e cori: David Paton • Batteria, campanaccio e tamburello: Stuart Elliott • Chitarra: Ian Bairnson • Sintetizzatori: Peter Bardens e Richard Cottle
6. Turn Your Heart Around – 3:42 (Peter Bardens) – Voce: Colin Blunstone • Basso e cori: David Paton • Batteria: Stuart Elliott • Chitarra elettrica e chitarra acustica: Ian Bairnson • Pianoforte e sintetizzatore: Peter Bardens • Sintetizzatore: Richard Cottle
7. Avalanche – 4:05 (Peter Bardens) – Voce: Colin Blunstone • Basso e cori: David Paton • Batteria, campane e batteria elettrica: Stuart Elliott • Chitarra elettrica e chitarra acustica: Ian Bairnson • Sintetizzatori: Peter Bardens e Richard Cottle
8. Give It Up – 4:45 (Ian Bairnson) – Voce: Colin Blunstone • Basso e cori: David Paton • Batteria: Stuart Elliott • Chitarra: Ian Bairnson • Tastiere: Peter Bardens • Sintetizzatore: Richard Cottle
9. Ask No Questions – 3:22 (Ian Bairnson) – Voce: Colin Blunstone • Cori: David Paton • Batteria e batteria elettrica: Stuart Elliott • Pianoforte, chitarra, sintetizzatore, basso e cori: Ian Bairnson • Sintetizzatori: Peter Bardens e Richard Cottle
10. Night Full Of Voices – 3:56 (Colin Blunstone, Stuart Elliott) – Voce: Colin Blunstone • Batteria e xilofono: Stuart Elliott • Chitarra elettrica e chitarra acustica: Ian Bairnson • Pianoforte elettrico e sintetizzatore: Peter Bardens • Sintetizzatori e cori: David Paton• Sintetizzatori e sassofono: Richard Cottle
11. Hollywood Heart – 3:43 (Ian Bairnson) – Voce: Colin Blunstone • Batteria: Stuart Elliott • Chitarra, pianoforte e cori: Ian Bairnson • Pianoforte elettrico: Peter Bardens • Sintetizzatori e cori: David Paton• Sintetizzatori e sassofono: Richard Cottle
12. Interview With Alan Parsons And Ian Bairnson – 16:09 (David Pack, Alan Parsons) – Intervista: Alan Parsons e Ian Bairnson

Durata totale: 59:56

## Formazione

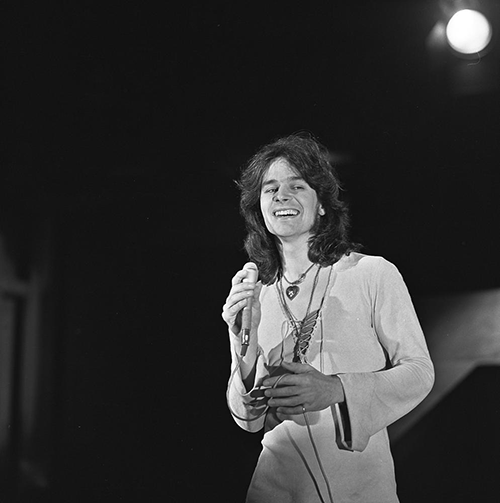
Colin Blunstone nel 1973.

- Colin Blunstone: voce (traccia 1,2,3,5,6,7,8,9,10,11), cori (traccia 4), autore(tracce 2 e 10)
- David Paton: voce (traccia 4), basso (traccia 1,2,3,5,6,7,8), sintetizzatore (traccia 4,10,11), cori (traccia 1,3,5,6,7,8,9,10,11), autore testi e musiche (traccia 4,5)
- Ian Bairnson: chitarra (traccia 1,2,3,5,6,7,8,10,11), computer (traccia 4), autore testi e musiche (traccia 8,9,11), Pianoforte (traccia 9,11), sintetizzatore (traccia 9), basso (traccia 9), cori (traccia 9,11)
- Peter Bardens: pianoforte (traccia 1,3,6), pianoforte elettrico (traccia 2,10,11), tastiere (traccia 8), sintetizzatore (traccia 3,5,6,7,9,10), campane tubolari (traccia 1), suoni (traccia 4), autore testi e musiche (traccia 1,3,6,7)
- Stuart Elliott: batteria (traccia 1,2,3,4,5,6,7,8,9,10,11), batteria elettrica (traccia 1,2,7,9), tamburello (traccia 1,4,5), triangolo (traccia 2,4), campane (traccia 4,7), guiro (traccia 4), campanelli eolici (traccia 4), blocco di legno (traccia 4), percussioni (traccia 4), campanaccio (traccia 5), xilofono (traccia 10), autore testi e musiche (traccia 2)

### Collaboratori
- Richard Cottle: sintetizzatore (traccia 1,2,3,4,5,6,7,8,9,10,11), sassofono (traccia 10,11)